# Agamodon anguliceps
Espèce
Agamodon anguliceps est une espèce d'amphisbènes de la famille des Trogonophiidae.

## Répartition
Cette espèce est endémique de Somalie.

## Liste des sous-espèces
Selon The Reptile Database (13 décembre 2013) :
- Agamodon anguliceps anguliceps Peters, 1882
- Agamodon anguliceps immaculatus Calabresi, 1927

## Publications originales
- Calabresi, 1927 : Anfibi e rettili raccolti nella Somalia dai Prof f. G. Stefanini e N. Puccioni (Gennaio-Luglio 1924). Atti della Società Italiana di Scienze Naturali e del Museo Civico di Storia Naturale in Milano, vol. 66, p. 14-60.
- Peters, 1882 : Über eine neue Art und Gattung der Amphisbaenoiden, Agamodon anguliceps, mit eingewachsenen Zähnen, aus Barava (Ostafrica) und über die zu den Trogonophides gehörigen Gattungen. Sitzungsberichte der Königlich Preussischen Akademie der Wissenschaften zu Berlin, vol. 1882, p. 579-584 (texte intégral).